# 网络即服务
网络即服务（英语：Network as a service, NaaS）是一种用于网络传输连接的服务。NaaS通过将网络和计算资源化作统一整体来进行资源分配的优化。

## 描述
NaaS有时也包括由网络基础结构的所有者向第三方提供虚拟网络服务。通常，这将使用一些协议（如OpenFlow等）进行网络虚拟化。
一些NaaS服务模式如：
- 虚拟专用网络（VPN）：在诸如公共Internet的网络之间扩展专用网络以及网络中包含的资源。它能够让主机在共享或公用网络上发送和接收数据。[5]
- 按需分配宽带（Bandwidth on Demand, BoD）：一种根据不同的节点或用户之间的要求来分配网络容量的技术。在此情况下，链路的速率可以动态地适应连接到链路节点的流量需求。[6][7]
- 移动网络虚拟化：电信或独立网络运营商构建和运营网络（无线或传输链路）并通过产能利用率向第三方（通常是移动电话运营商）出售其通信访问功能。[8]移动虚拟运营商（MVNO）不拥有用来提供服务的无线电频谱或无线网络基础设施。通常MVNO使用已经建立的移动网络运营商的网络基础设施提供通信服务。[9]

## 提供者
- 互联网服务提供商（ISP）

- Senet-LoRaWAN，物联网以及机器之间进行通信的网络即服务。[10]